# دونا ستريكلاند
دونا ثيو ستريكلاند (من مواليد 27 مايو 1959) عالمة فيزياء بصرية كندية، رائدة في مجال الليزر النبضي وحائزة على جائزة نوبل للفيزياء لعام 2018، جنبا إلى جنب مع الفيزيائي الفرنسي جيرار مورو لاختراع مضخم لنضبات الليزر. بينما حصل عالم الفيزياء الأمريكي أرثر أشكين على النصف الآخر من الجائزة.
تعمل دونا ستريكلاند في جامعة واترلو كأستاذ مشارك.

## السيرة الذاتية

### النشأة والتعليم
ولدت ستريكلاند في 27 مايو 1959 في مدينة جيلف، أونتاريو، كندا لإيدث جيه (ولدت باسم "راني") مدرسة لغة إنجليزية، ولويد ستريكلاند، مهندس كهرباء. التحقت ستريكلاند بعد إنهائها فترة الثانوية بجامعة ماكماستر لأن برنامجها الفيزيائي كان يحتوي على دراسة للأشعة الليزر والأشعة الكهروضوئية، مجالات نادرا ما يتم التطرق إليها في باقي الجامعات. في ماكماستر، كانت واحدة من ثلاث فتيات في فصل يتكون من 25 طالب.
تخرجت ستريكلاند في عام 1981، بعد حصولها على درجة البكالوريوس في الفيزياء الهندسية.
اختارت ستريكلاند مختبر علم الطاقة بالليزر في جامعة روتشستر ليكون مقرا لأبحاث الدكتوراه الخاصة بها. بعد ثمان سنوات من الدراسة والاختبارات حصل على درجة الدكتوراه. بعد نشرها أطروحتها تحت اسم "تطوير الليزر فائق السطوع وتطبيق على التأين متعدد الفوتونات" التي أشرف عليها الفيزيائي الفرنسي جيرار مورو. في عام 1985، بينما كانت تعمل في روتشستر، إخترع مورو وستريكلاند مضخم نبضات الليزر، طريقة لتوليد نبضات ضوئية فائقة الكثافة ذات كثافة عالية، والتي حصل الثنائي بسببها على جائزة نوبل في الفيزياء لعام 2018.

### الحياة العملية

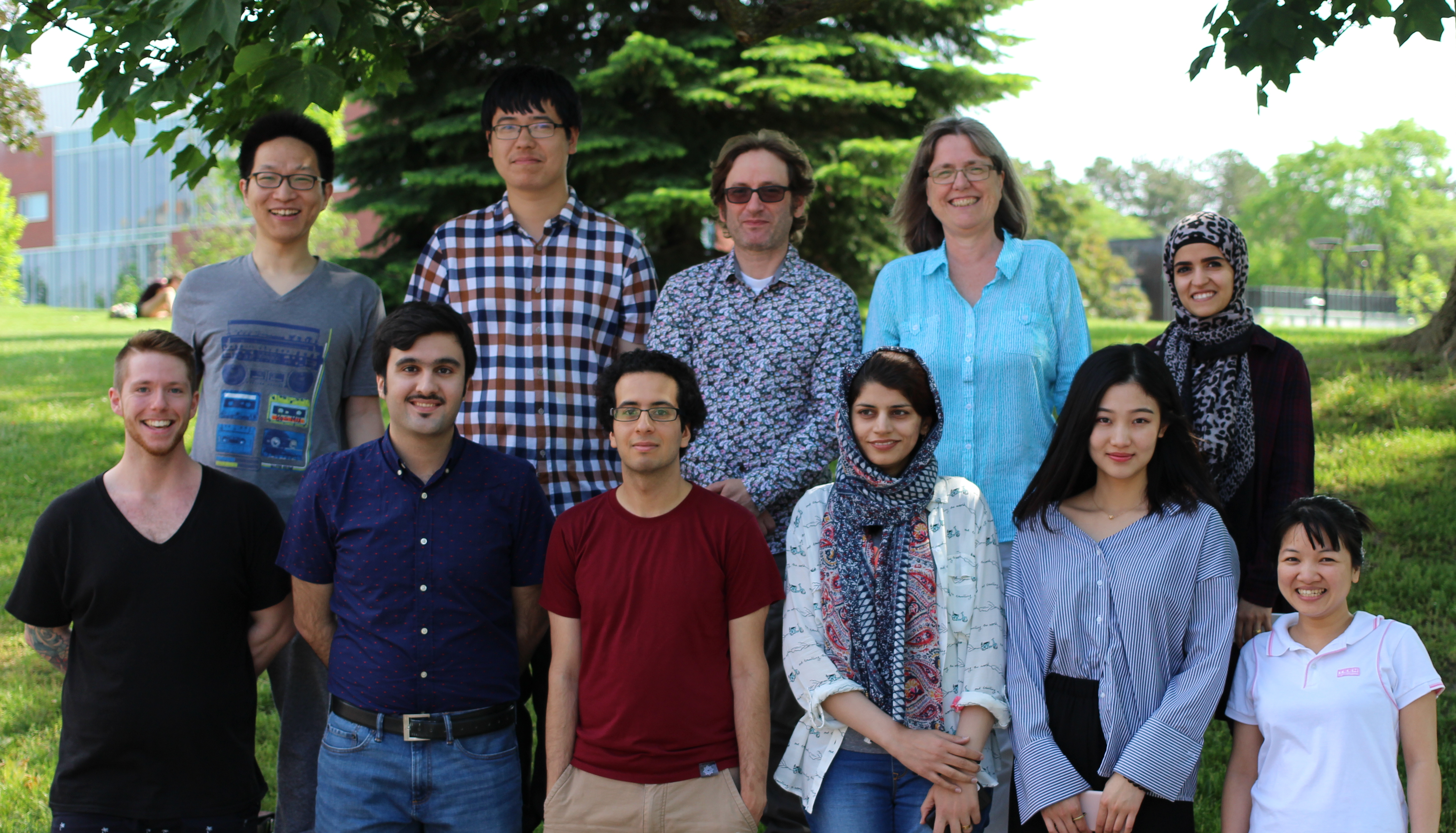
ستريكلاند مع فريق عملها في جامعة واترلو، في عام 2017

في الفترة ما بين عام 1988 وعام 1991، عمل ستريكلاند كباحث مساعد في المجلس القومي للبحوث بكندا، مع الفيزيائي بول كوركم في قسم الظواهر فائقة السرعة (يرجع الفضل في إنتاج أقوى ليزر قصير النبض في العالم إلى هذا القسم). ثم عملت في الفترة ما بين عام 1991-1992 في قسم الليزر في مختبر لورانس ليفرمور الوطني، كما انضمت إلى الكادر التقني لمركز برينستون للتكنولوجيا المتقدمة للضوئيات والمواد الإلكترونية البصرية في نهاية عام 1992.
التحقت ستريكلاند بهئية تدريس جامعة واترلو في عام 1997، في منصب أستاذ مساعد. تقود ستريكلاند الآن مجموعة لتطوير أنظمة ليزر عالية الكثافة لتحقيقات علم البصريات غير الخطية.
ركزت مجموعة ستريكلاند عملها في الجامعة عام 2017 على دفع حدود العلوم البصرية فائقة السرعة إلى نطاقات طول موجة جديدة مثل منتصف الأشعة تحت الحمراء والأشعة فوق البنفسجية، باستخدام تقنيات مثل تقنيات الألوان أو الترددات المتعددة وكذلك تبعثر رامان. كما تعمل المجموعة على دراسة دور أشعة الليزر عالية الطاقة في عدسة الجريزوفولفين داخل العين البشرية، خلال عملية ميكروفيناتينج عدسة العين لعلاج قصو البصر الشيخوخي.
حصلت ستريكلاند على زمالة جمعية البصريات الأمريكية في عام 2008، التي شغلت فيها منصب نائب الرئيس في عام 2011 والرئيس في عام 2013. كما عملت في الفترة ما بين عامي 2004 و 2010 كمحررة موضوعية في مجلة أوبتيكال ليتر (Optics Letters).
ستريكلاند هي رئيسة اللجنة الاستشارية الرئاسية للجمعية البصرية.

### جائزة نوبل
في 2 أكتوبر 2018، تم الإعلان عن منح جائزة نوبل في الفيزياء لستريكلاند لدورها في تضخيم النبض مع مشرف رسالة الدكتوراه الخاص بها جيرار مورو.
نشرت ستريكلاند ومورو عملهما الرائد بعنوان "ضغط النبضات البصرية المتضخمة" في عام 1985 (كان مورو في هذه الفترة هو مشرف رسالة الدكتوراة الخاص بها). أدى اختراعهم لمضخم نبضات الليزر في مختبر علم الطاقة بجامعة روتشستر، إلى تطوير مجال النبضات فائقة القصر ذات الكثافة العالية من أشعة الضوء. نظرًا لأن أشعة الضوء الفائق قادر على إجراء عمليات قطع دقيقة للغاية، يتم استخدام التقنية في عمليات الليزر الدقيقة، الجراحة بالليزر، الطب، دراسات العلوم الأساسية، وغيرها من التطبيقات. وبذلك تم تمكين الأطباء من إجراء ملايين جراحات العين بالليزر التصحيحية.
عبرت ستريكلاند عن فخرها بهذا الإنجاز الذي سيغير قواعد اللعبة.
حصل عالم الفيزياء الأمريكي والعالم السابق في مختبرات بيل أرثر أشكين النصف الآخر من الجائزة لاختراعه ملاقط بصرية تستطيع التقاط كل من الجزيئات، الذرات، الفيروسات والخلايا الحية الأخرى بأصابع شعاع الليزر.
ستريكلاند هي أول امرأة تحصل على جائزة نوبل في الفيزياء منذ 55 عامًا والثالثة في التاريخ للفوز بجائزة نوبل في الفيزياء بعد الفرنسية ماري كوري عام 1903 والألمانية ماريا جوبرت ماير في عام 1963.

## الحياة الشخصية
ستريكلاند متزوجة من عالم الليزر دوغلاس ر. ديكار، حاصل على دكتوراه في الهندسة الكهربائية، هو استشاري في علم البصريات والالكترونيات. رزق الثنائي بطفلين.

## التكريمات والجوائز
- 1998: حصلت على زمالة سلون.[36]
- 1999: جائزة التميز البحثي من بريميير.[24]
- 2000: منحة كوتريل من مؤسسة الأبحاث.[37]
- 2008: زمالة جمعية البصريات الأمريكية.[24][26][38]
- 2018: جائزة نوبل في الفيزياء، جنبا إلى جنب مع جيرار مورو وآرثر أشكين.[39]

## المنشورات
- تطوير ليزر فائق السطوع وتطبيقه على التأيّن متعدد الفوتونات- الاتصالات البصرية- doi:10.1016/0030-4018(85)90120-8- ISSN 0030-4018

## وصلات خارجية
- الموقع الرسمي
- منشورات دونا ستريكلاند- على جوجل سكولار